# Andreas Kirchner
Andreas Kirchner (Erlbach-Kirchberg, RDA, 17 de agosto de 1953–Suhl, 10 de noviembre de 2010) fue un deportista de la RDA que compitió en bobsleigh en las modalidades doble y cuádruple.
Participó en dos Juegos Olímpicos de Invierno, obteniendo dos medallas en la prueba cuádruple, bronce en Lake Placid 1980 (junto con Horst Schönau, Roland Wetzig y Detlef Richter) y oro en Sarajevo 1984 (con Wolfgang Hoppe, Roland Wetzig y Dietmar Schauerhammer).
Ganó dos medallas en el Campeonato Mundial de Bobsleigh, plata en 1981 y bronce en 1982, y tres medallas en el Campeonato Europeo de Bobsleigh entre los años 1979 y 1982.

## Palmarés internacional
| Juegos Olímpicos   | Juegos Olímpicos             | Juegos Olímpicos  | Juegos Olímpicos |
| Año                | Lugar                        | Medalla           | Prueba           |
| ------------------ | ---------------------------- | ----------------- | ---------------- |
| 1980               | Lake Placid (Estados Unidos) | Medalla de bronce | Cuádruple        |
| 1984               | Sarajevo (Yugoslavia)        | Medalla de oro    | Cuádruple        |
| Campeonato Mundial |                              |                   |                  |
| Año                | Lugar                        | Medalla           | Prueba           |
| 1981               | Cortina d'Ampezzo (Italia)   | Medalla de plata  | Doble            |
| 1982               | Sankt Moritz (Suiza)         | Medalla de bronce | Doble            |
| Campeonato Europeo |                              |                   |                  |
| Año                | Lugar                        | Medalla           | Prueba           |
| 1979               | Winterberg (RFA)             | Medalla de bronce | Cuádruple        |
| 1981               | Igls (Austria)               | Medalla de plata  | Cuádruple        |
| 1982               | Cortina d'Ampezzo (Italia)   | Medalla de plata  | Doble            |